# Русинська оброда
Русинська оброда (Русиньска оброда на Словеньску, стандартною українською мовою — «Русинське відродження у Словаччині, РОС») — русинська організація у Словаччині, яка виступаює за відокремлення русинів від українців; входить до складу Світової ради русинів. Штаб-квартира організації знаходиться у Пряшові. Має представництва і філії в різних регіонах Словаччини.
Перший сойм «Русинської оброди» відбувся 17 листопада 1990 року в Меджилабірцях. Головою був обраний драматург Василь Турок-Гетеш. Організація взяла курс на визначення русинської ідентичності як окремої від українців.
23-24 березня 1991-го року «Русиньска оброда» і представники русинського руху в інших 5 державах Європи і Північної Америки скликали у Меджилабірцях 1-й Світовий конгрес русинів.